# Dorylus
Dorylus, cunoscută și sub numele de „furnici conducător”, „furnici de safari” sau „siafu”, este un gen mare de furnici militare găsite în principal în Africa centrală și de est, deși aria se extinde și în Africa de Sud și Asia tropicală. Termenul siafu este un cuvânt de împrumut din swahili, și este unul dintre numeroasele cuvinte similare din limbile bantu regionale folosite de populații indigene pentru a descrie diferite specii ale acestor furnici. Spre deosebire de membrii din Lumea Nouă din fosta subfamilie Ecitoninae (acum Dorylinae), membrii acestui gen formează bivuacuri subterane temporare în cavitățile subterane pe care le excavează și le locuiesc - fie pentru câteva zile sau până la trei luni. De asemenea, spre deosebire de unele furnici militare din  Lumea Nouă, furnicile conucător nu sunt prădători specializați ai altor specii de furnici, fiind în schimb mai generaliste cu o dietă constând dintr-o diversitate de artropode. Coloniile sunt enorme în comparație cu alte furnici militare și pot conține peste 20 de milioane de indivizi. La fel ca și omologii lor americani, lucrătorii prezintă polimorfism de castă, soldații având capete deosebit de mari, cu care își alimentează mandibulele. Sunt capabili să înțepe, dar foarte rar o fac, bazându-se în schimb pe forfecare cu fălcile lor puternice. Mătcile furnicilor conducător sunt cele mai mari furnici vii cunoscute, cea mai mare măsurând între 40 - 63 de milimetri (1,5 - 2,4 inci) în lungimea totală a corpului, în funcție de starea lor fiziologică.

## Specii
- D. acutus Santschi, 1937
- D. aethiopicus Emery, 1895
- D. affinis Shuckard, 1840
- D. agressor Santschi, 1923
- D. alluaudi Santschi, 1914
- D. atratus Smith, 1859
- D. atriceps Shuckard, 1840
- D. attenuatus Shuckard, 1840
- D. bequaerti Forel, 1913
- D. bishyiganus (Boven, 1972)
- D. braunsi Emery, 1895
- D. brevipennis Emery, 1895
- D. brevis Santschi, 1919
- D. buyssoni Santschi, 1910
- D. congolensis Santschi, 1910
- D. conradti Emery, 1895
- D. depilis Emery, 1895
- D. diadema Gerstaecker, 1859
- D. distinctus Santschi, 1910
- D. ductor Santschi, 1939
- D. emeryi Mayr, 1896
- D. erraticus (Smith, 1865)
- D. faurei Arnold, 1946
- D. fimbriatus (Shuckard, 1840)
- D. fulvus (Westwood, 1839)
- D. funereus Emery, 1895
- D. furcatus (Gerstaecker, 1872)
- D. fuscipennis (Emery, 1892)
- D. gaudens Santschi, 1919
- D. ghanensis Boven, 1975

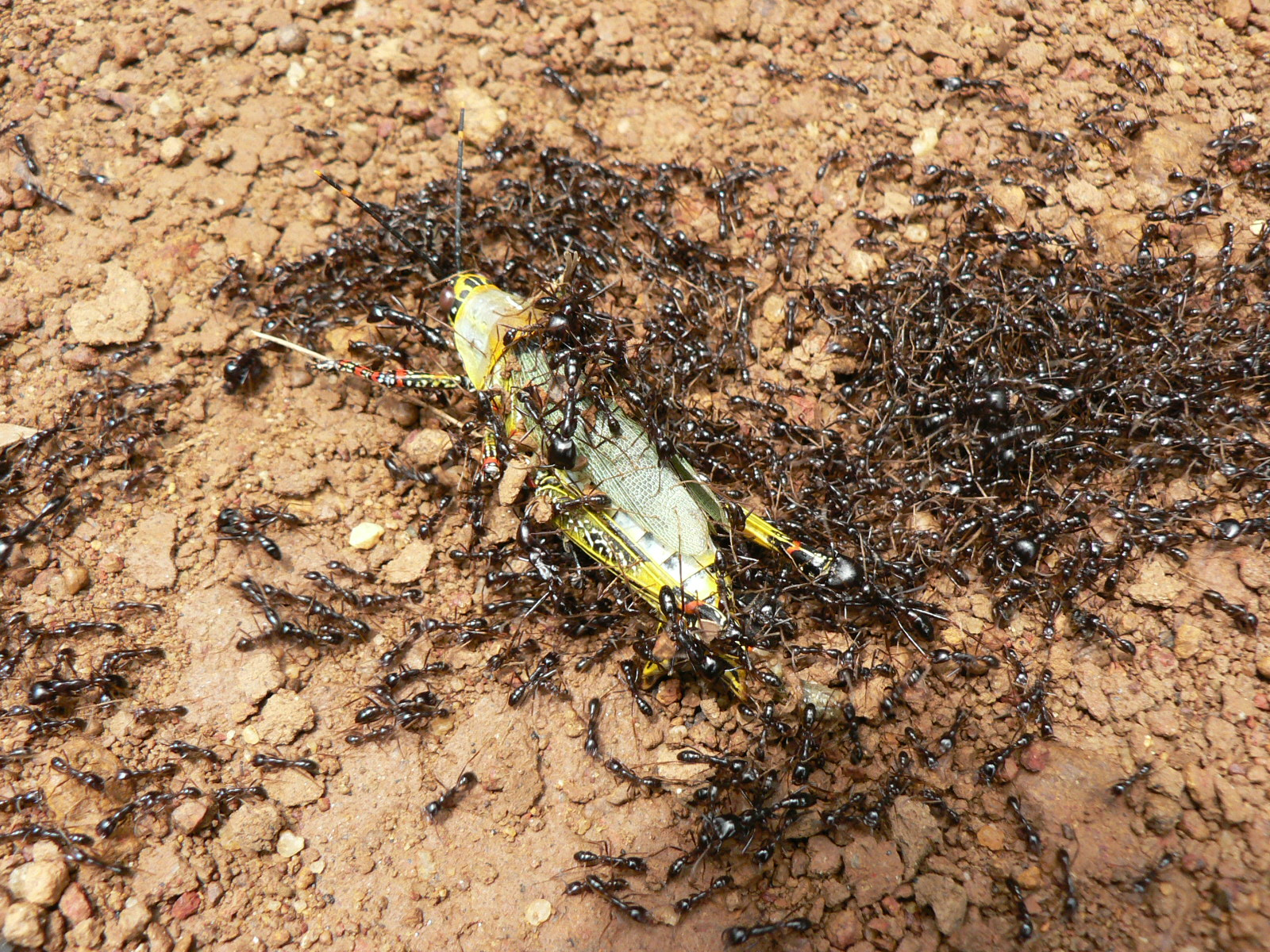
Dorylus sp. în Camerun, consumând o lăcustă.

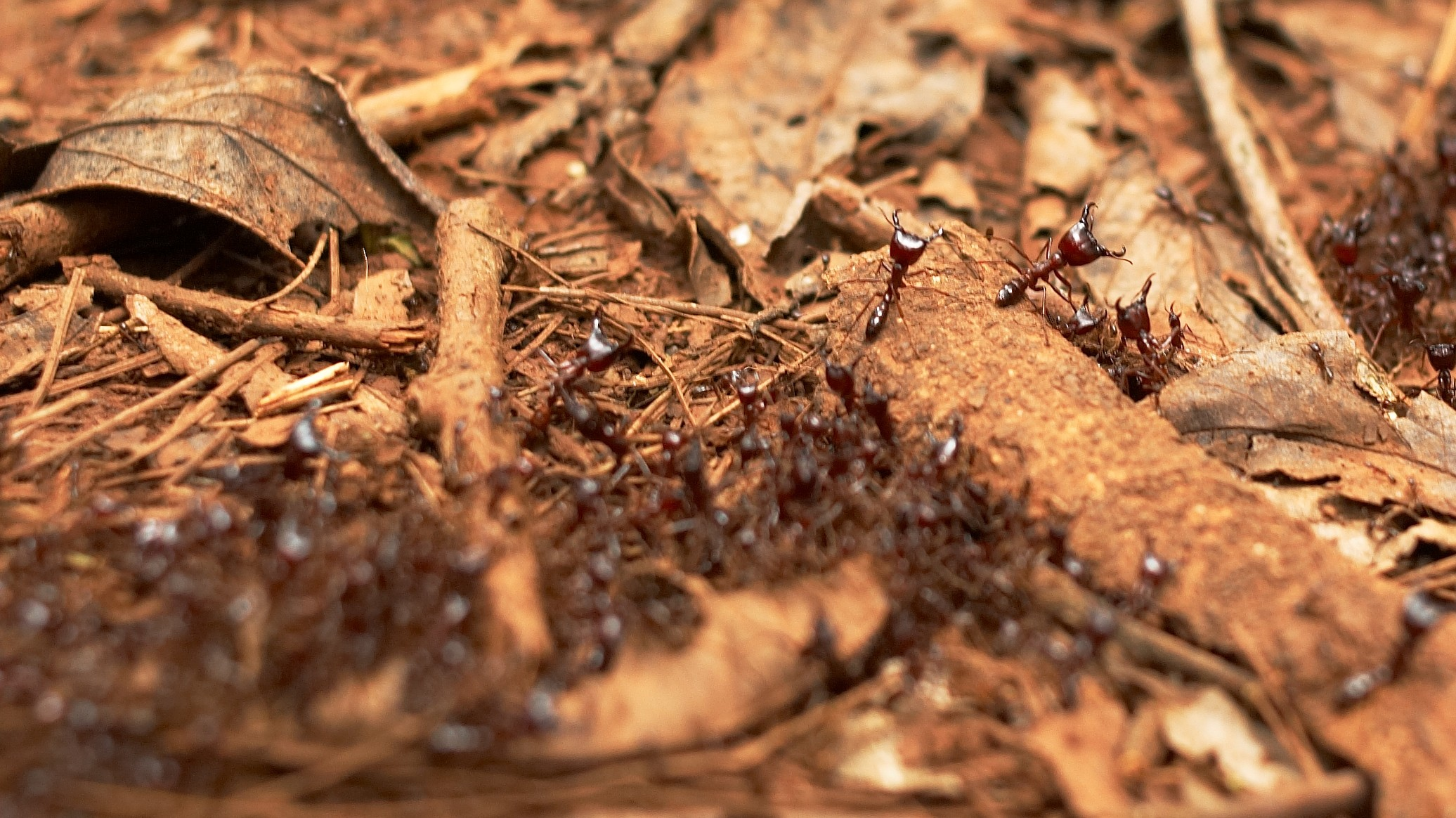
O coloană de furnici safari în pădurea Kakamega, Kenya, păzită de soldați

- D. gribodoi Emery, 1892 – includes D. gerstaeckeri Emery, 1895
- D. helvolus (Linnaeus, 1764)
- D. katanensis Stitz, 1911
- D. kohli Wasmann, 1904
- D. labiatus Shuckard, 1840
- D. laevigatus (Smith, 1857)
- Dorylus lamottei (= D. gribodoi) Bernard, 1953
- D. leo Santschi, 1919
- D. mandibularis Mayr, 1896
- D. mayri Santschi, 1912
- D. moestus Emery, 1895
- D. molestus Wheeler, 1922
- D. montanus Santschi, 1910
- D. niarembensis (Boven, 1972)
- D. nigricans Illiger, 1802
- D. ocellatus (Stitz, 1910)
- D. orientalis Westwood, 1835
- D. politus Emery, 1901
- D. rufescens Santschi, 1915
- D. savagei Emery, 1895
- D. schoutedeni Santschi, 1923
- D. spininodis Emery, 1901
- D. stadelmanni Emery, 1895
- D. stanleyi Forel, 1909
- D. staudingeri Emery, 1895
- D. striatidens Santschi, 1910
- D. termitarius Wasmann, 1911
- D. titan Santschi, 1923
- D. vishnui Wheeler, 1913
- D. westwoodii (Shuckard, 1840)
- D. wilverthi Emery, 1899

## În cultura populară
Ele sunt detaliate aproape de sfârșitul mockumentarului din 1971 Cronica Hellstrom (în engleză: (The Hellstrom Chronicle) și apar în romanul Barbarei Kingsolver din 1998 The Poisonwood Bible, plasat în Congo în 1960. Ele apar, de asemenea, ca un instrument minor al complotului în filmul Indiana Jones și regatul craniului de cristal.